# Ariathisa semiluna
Ariathisa semiluna là một loài bướm đêm trong họ Noctuidae.